# Pedro Pietri
Pedro Pietri (Ponce, 21 marzo 1944 – 3 marzo 2004) è stato un poeta portoricano, tra i fondatori del Nuyorican Poets Cafe.
La famiglia di Pietri, di origini corse, si trasferì a New York nel 1947, quando egli aveva solo tre anni. Si stabilirono nella Spanish Harlem di Manhattan, dove Pedro ricevette l'educazione primaria e secondaria insieme al fratello Joe e alla sorella Diaz. Notevole fu l'influenza della zia, che recitava spesso poesie e occasionalmente organizzava spettacoli teatrali nella chiesa locale. Lo stesso Pietri iniziò a scrivere poesie quando era uno studente alla Haaven High School.
Dopo il diploma, Pietri trovò diversi impieghi finché non venne arruolato nell'Esercito degli Stati Uniti e mandato a combattere nella guerra del Vietnam.
Le esperienze che dovette affrontare nell'Esercito e in Vietnam, oltre alla discriminazione che dovette subire a New York, divennero i maggiori fattori che avrebbero formato la sua personalità e lo stile della sua poesia.

## Puerto Rican Obituary
In seguito al congedo dall'Esercito, Pietri si associò ad un gruppo di attivisti per i diritti civili dei portoricani chiamato Young Lords. Nel 1969, lesse per la prima volta la sua poesia più conosciuta, "Puerto Rican Obituary". Il poema, che venne pubblicato nel 1973, parla di cinque portoricani che emigrano a New York alla ricerca di una vita migliore per poi trovare solo stenti e sofferenze.

## Nuyorican Poets Cafe

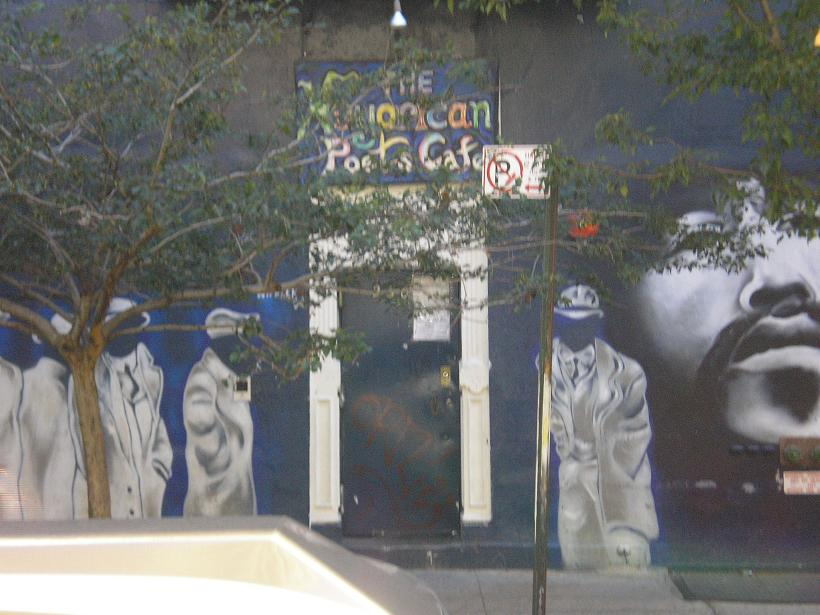
Nuyorican Poets Cafe, Foto: Shankbone

Pietri contribuì alla fondazione del Nuyorican Poets Cafe di Manhattan insieme a Miguel Piñero e Miguel Algarín. Il Cafe è un'istituzione no profit dove si esibiscono numerosi intellettuali portoricani. Pietri scrisse lo spettacolo "El Puerto Rican Embassy". Il tema era che qualunque isola che non fosse né una nazione indipendente né uno stato degli Stati Uniti, dovesse avere un'ambasciata. Durante l'esibizione, era solito suonare "The Spanglish National Anthem" e distribuire finti "passaporti del Porto Rico".

## Altre opere
Tra le altre opere di Pietri ricordiamo: "Invisible Poetry" (1979), "Traffic" (1980), "Plays" (1982), "Traffic Violations" (1983), and "The Masses are Asses" (1988). I suoi scritti sono stati pubblicati e raccolti in diverse antologie, tra cui: "Inventing a Word: An Anthology of Twentieth Century Puerto Rican Poetry (ed. Julio Marzan, 1980)", "Illusions of a Revolving Door" (1984), "The Outlaw Bible of American Poetry (ed. Alan Kaufman, S.A. Griffin, 1999)", "The Prentice Hall Anthology of Latino Literature (ed. Eduardo del Rio, 2002)". In Italia, sono state pubblicate due raccolte: "'Out of Order. Fuori servizio'" (ed. CUEC, 2001) e "'Scarafaggi metropolitani e altre poesie	Scarafaggi metropolitani e altre poesie'" (ed. Baldini Castoldi Dalai, 1993).
Pietri non si limitava a scrivere poesie ma le registrava anche. Nel 1979 esce un LP intitolato "Loose Joints", poi seguito da "One is a Crowd", entrambi prodotti dalla Folkway Records.
Pietri era uno spirito libero e le sue performance non erano tradizionali. In tutta la sua irriverenza verso la religione, era solito definirsi "il Reverendo Pietri, della Chiesa di Santa Maria dei Pomodori" e girare vestito di nero e con una grande croce pieghevole. In risposta al romanticismo della comunità portato avanti dai Young Lords e da altri gruppi di sinistra, scrisse "The Masses are Asses". Egli contribuì alla prima collezione di poesie nuyoricane (Nuyorican Poetry: An Anthology of Puerto Rican Words and Feelings redatta da Miguel Algarin e Miguel Piñero nel 1975) con una poesia composta per intero da segni di punteggiatura. Pietri si esibiva spesso lanciando preservativi al pubblico durante i suoi spettacoli. Era un anticonformista e ricordava costantemente al movimento l'importanza della tolleranza, della libertà intellettuale e della conservazione della propria umanità. Era una voce unica, sia per contenuti che per stile, come confermano i tentativi falliti di lettura in pubblico del suo "Puerto Rican Obituary".

## Gli ultimi anni

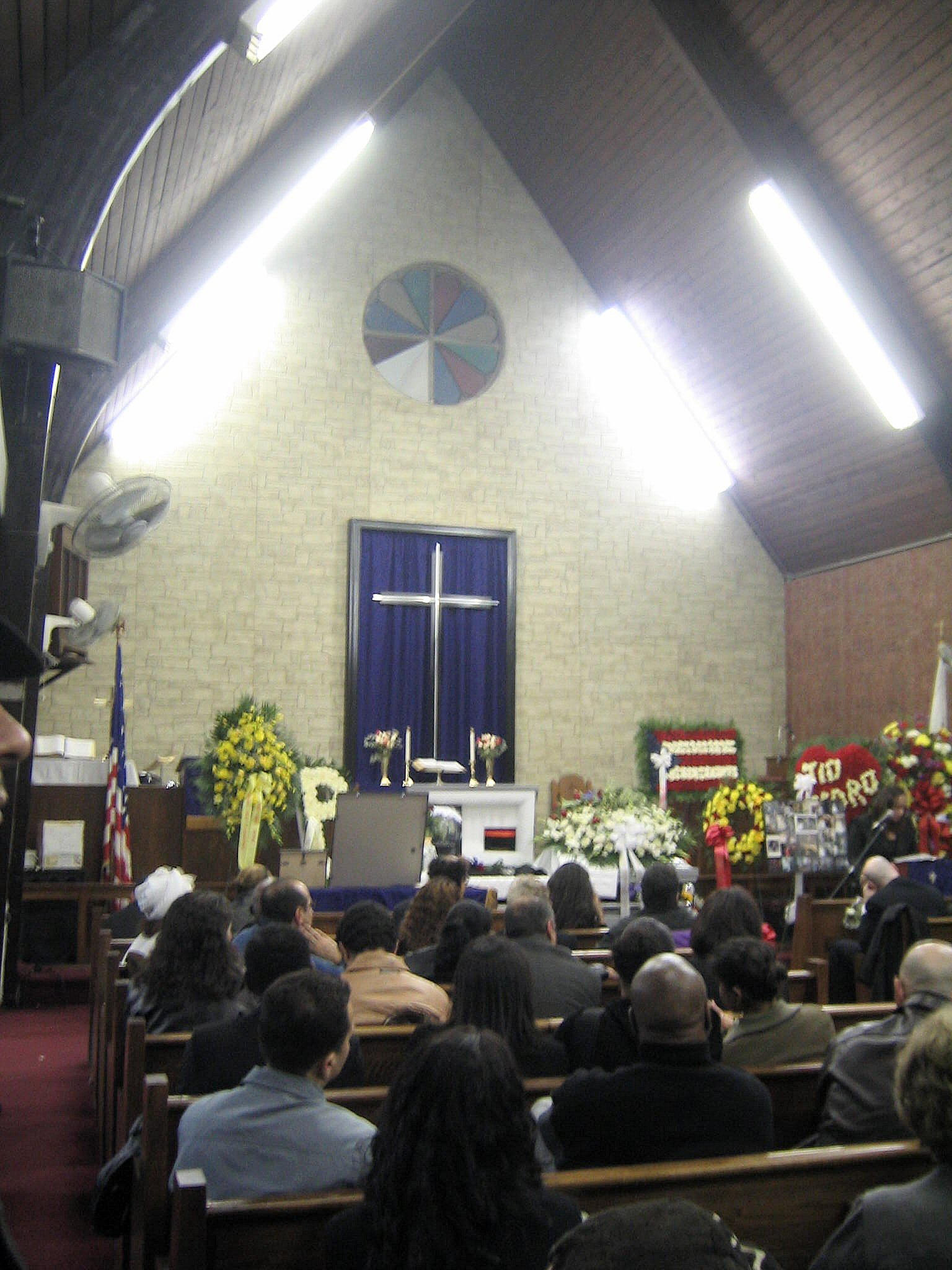
Funeral I funerali presso la First Spanish Methodist Church di East Harlem (foto di Angelo Falcón)

Nel 2003 a Pietri venne diagnosticato un cancro allo stomaco. Si recò a Tijuana per sottoporsi a un trattamento olistico per un anno, ma morì il 3 marzo del 2004, mentre rientrava a New York in aereo per sottoporsi ad ulteriori cure. Aveva 59 anni. I funerali si tennero a East Harlem presso la storica First Spanish Methodist Church. Fu qui che Pedro lesse per la prima volta in pubblico "Puerto Rican Obituary".
Gli sopravvivono la moglie Margarita Deida, la sorella Diaz, il fratello Joe e i suoi quattro figli.